# Enrique Juncosa
Enrique Juncosa (nacido en Palma de Mallorca en 1961) es un poeta español.

## Biografía
Sus primeros libros estuvieron influidos por el llamado neo barroco latinoamericano, especialmente por la obra de los escritores José Lezama Lima y Severo Sarduy. Posteriormente su obra se vuelve impresionista y recientemente alterna el tono místico con los juegos conceptuales.
Juncosa es también un conocido crítico de arte y comisario de exposiciones. De 2003 a 2011 fue director del Museo Irlandés de Arte Moderno en Dublín. Anteriormente, fue subdirector del Instituto Valenciano de Arte Moderno en Valencia y del Museo Nacional Centro de Arte Reina Sofía en Madrid. Ha escrito sobre la obra de numerosos artistas entre ellos Miquel Barceló, Terry Winters, Gerad Byrne, Apichatpong Weerasethakul, Joan Miro, Philip Taaffe, Francesco Clemente, Juan Uslé, Dorothy Cross, Panamarenko, Michael Craig-Martin, Miroslaw Balka o Bhuppen Khakhar.

## Publicaciones

### Poesía
- Amanecer zulú (1986)
- Pastoral con cebras (1990)
- Libro del océano (1991, ilustrado por Miquel Barceló)
- Peces de colores (1996)
- Las espirales naranja (2002)
- Bahía de las banderas (2007).
- La destrucción del invierno (2013)

### Ensayo
- Caravel, una revista de literatura norteamericana publicada en Mallorca en los años 30 (2000)
- Miquel Barceló o el sentimiento del tiempo (2003)
- Las adicciones. Ensayos sobre arte contemporáneo (2006)
- Writers on Howard Hodgkin (ed)(2006)
- The Moderns, The Arts in Ireland from 1900s to 1960s. (ed. con Christina Kennedy), (2011)
- The Irish Years, Selected writings (2013)

### Narrativa
- Los hedonistas (2014)

- Datos: Q5833463